# Powiat ziemski
Powiat ziemski (kalka z niem. Landkreis) – jednostka samorządu terytorialnego w Polsce, w okresie międzywojennym. Powiaty ziemskie istniały w Polsce także po II wojnie światowej. Zostały zlikwidowane w 1975 r. Rozważano ich ponowne utworzenie w ramach reformy samorządu terytorialnego, która weszła w życie od początku 1999 r. Jedna z dyskutowanych koncepcji przewidywała utworzenie dwóch rodzajów powiatów: grodzkich i ziemskich. Ostatecznie utworzono powiaty tylko jednego rodzaju, bez żadnego przymiotnika w nazwie. 
Określenie „powiat ziemski” jest także stosowane współcześnie w odniesieniu do tych powiatów, które nie są miastami na prawach powiatu. Choć określenie to nie występuje w oficjalnych aktach prawnych, bywa spotykane w opracowaniach naukowych i popularnonaukowych.